# 颂遐书室
颂遐书室，位于中国广东省东莞市东莞市常平镇桥沥村，为东莞市的一个市、县级文物保护单位，类型为古建筑，公布时间为2004年1月8日。
颂遐书室的历史年代为清代。